# Coleophora malatiella
Coleophora malatiella é uma espécie de mariposa do gênero Coleophora pertencente à família Coleophoridae.